# Robert Todd Lincoln
Robert Todd Lincoln (1 de agosto de 1843 - 26 de julho de 1926) foi um advogado, empresário e político estadunidense. Ele era o filho mais velho do presidente Abraham Lincoln e Mary Todd Lincoln, e o único de seus quatro filhos a viver até a idade adulta. Robert Lincoln tornou-se advogado empresarial e presidente de empresa, e serviu como Secretário da Guerra dos Estados Unidos e Embaixador dos Estados Unidos no Reino Unido
Lincoln nasceu em Springfield, Illinois, e se formou no Harvard College antes de servir na equipe do militar Ulysses S. Grant como capitão do Exército da União nos dias finais da Guerra de Secessão. Após a guerra, ele se casou com Mary Eunice Harlan, e eles tiveram três filhos juntos. Após concluir a faculdade de direito na cidade de Chicago, ele construiu um escritório de advocacia de sucesso e tornou-se rico representando clientes corporativos.
Ativo no Partido Republicano e um símbolo tangível do legado de seu pai, Lincoln foi freqüentemente citado como um possível candidato a um cargo de topo na política americana, incluindo a presidência, mas nunca tomou medidas para montar uma campanha. O único cargo para o qual foi eleito foi o supervisor da cidade de South Chicago, que ocupou de 1876 a 1877; a cidade mais tarde tornou-se parte da cidade de Chicago. Lincoln serviu como Secretário de Guerra dos Estados Unidos na administração de James A. Garfield, continuando sob Chester A. Arthur, e como Ministro dos Estados Unidos para o Reino Unido, equivalente a embaixador, na administração de Benjamin Harrison.
Lincoln tornou-se conselheiro geral da Pullman Palace Car Company, e depois que o fundador George Pullman morreu em 1897, Lincoln assumiu a presidência da empresa. Depois de se aposentar desse cargo em 1911, Lincoln atuou como presidente do conselho até 1922. Nos últimos anos de Lincoln, ele residiu em casas em Washington, DC e Manchester, Vermont; a casa de Manchester, Hildene, foi incluída no Registro Nacional de Locais Históricos em 1977. Em 1922, ele participou das cerimônias de dedicação do Lincoln Memorial. Lincoln morreu em Hildene em 26 de julho de 1926, seis dias antes de seu 83º aniversário, e foi enterrado no Cemitério Nacional de Arlington.

## Família e infância
Robert Todd Lincoln nasceu em Springfield, Illinois, em 1 de agosto de 1843, filho de Abraham Lincoln e Mary Todd Lincoln. Ele tinha três irmãos mais novos, Edward, William e Tad. Na época em que Lincoln nasceu, seu pai havia se tornado um membro conhecido do partido político Whig e já havia servido como membro da legislatura estadual de Illinois por quatro mandatos. Ele foi nomeado após seu avô materno, Robert Smith Todd.
Quando seu pai se tornou presidente dos Estados Unidos na véspera da Guerra Secessão, Lincoln era o único dos três filhos do presidente a viver sozinho. Ele fez o exame de admissão na Harvard College em 1859, mas foi reprovado em quinze das dezesseis disciplinas. Ele foi então matriculado na Phillips Exeter Academy para se preparar posteriormente para a faculdade, e se formou em 1860. Admitido no Harvard College, graduou-se em 1864 e foi membro do Hasty Pudding Club e do Delta Kappa Epsilon (capítulo Alpha). O autor galês Jan Morris escreveu que Robert Lincoln "tendo reprovado em quinze das dezesseis matérias no exame de admissão de Harvard, entrou finalmente e emergiu como um chato antipático".
Depois de se formar em Harvard, Lincoln se matriculou na Harvard Law School. Quando inicialmente expressou interesse pela faculdade de direito a seu pai, o presidente Lincoln fez referência a seu próprio treinamento jurídico agradável, mas informal, afirmando: "Se você fizer isso, deverá aprender mais do que eu, mas nunca terá um tão bom Tempo". Robert Lincoln frequentou a Harvard Law School de setembro de 1864 a janeiro de 1865, e partiu para ingressar no Exército da União. Em 1893, Harvard concedeu a Lincoln o grau honorário de LL. D.
Para constrangimento do presidente, Mary Todd Lincoln impediu Robert Lincoln de ingressar no Exército até pouco antes do fim da guerra. “Perdemos um filho, e sua perda é a maior que posso suportar, sem ser chamada a fazer outro sacrifício”, Mary Todd Lincoln insistiu ao presidente Lincoln. O presidente Lincoln argumentou que "nosso filho não é mais querido para nós do que os filhos de outras pessoas são para suas mães". No entanto, Mary Todd Lincoln persistiu afirmando que ela não poderia "suportar que Robert fosse exposto ao perigo". Em janeiro de 1865, a primeira-dama cedeu e o presidente Lincoln escreveu a Ulysses S. Grant, perguntando se Robert poderia ser colocado em sua equipe.
Em 11 de fevereiro de 1865, ele foi comissionado como ajudante de ajudante com o posto de capitão e serviu nas últimas semanas da Guerra Civil Americana como membro da equipe imediata do general Ulysses S. Grant, uma posição que reduziu drasticamente a probabilidade de que ele estaria envolvido em um combate real. Ele estava presente em Appomattox quando Lee se rendeu.
Lincoln teve um relacionamento distante com seu pai, em parte porque, durante seus anos de formação, Abraham Lincoln passou meses no circuito judicial. O relacionamento deles era semelhante ao que Abraham Lincoln teve com seu próprio pai. Lincoln lembrou: "Durante minha infância e juventude ele estava quase constantemente longe de casa, comparecendo a tribunais ou fazendo discursos políticos". tarde, Robert diria que sua imagem mais vívida de seu pai foi empacotando alforjes para se preparar para suas viagens por Illinois. Abraham Lincoln tinha orgulho de Robert e o considerava brilhante, mas também um tanto competidor. Um conhecido supostamente disse: "ele adivinhou que Bob não se sairia melhor do que ele". Os dois não tinham o forte vínculo que Lincoln tinha com seus outros filhos Willie e Tad, mas Robert admirava profundamente seu pai e chorou abertamente em seu leito de morte.
Na noite da morte do pai, Robert recusou um convite para acompanhar os pais ao Ford's Theatre, alegando cansaço depois de passar grande parte de seu tempo recente em uma carroça coberta na frente de batalha.
Em 25 de abril de 1865, Robert Lincoln escreveu ao presidente Andrew Johnson solicitando que ele e sua família pudessem ficar por duas semanas e meia, porque sua mãe havia lhe dito que "ela não pode estar pronta para sair daqui". Lincoln também reconheceu que estava ciente do "grande inconveniente" que Johnson tinha desde que se tornara presidente dos Estados Unidos apenas pouco tempo antes. Após o assassinato de seu pai, em abril de 1865, Robert se mudou com sua mãe e seu irmão Tad para Chicago. Ele frequentou aulas de direito na Old University of Chicago - agora Northwestern University Pritzker School of Law - e estudou direito na firma Scammon de Chicago, McCagg & Fuller.  Em 1º de janeiro de 1866, Lincoln saiu do apartamento que dividia com sua mãe e irmão. Ele alugou seus próprios quartos no centro de Chicago para "começar a viver com algum conforto" que não conhecia quando morava com sua família. Lincoln se formou na Universidade do Noroeste com um LL. B. em 1866 e tornou-se advogado em Chicago em 22 de fevereiro de 1867. Ele foi certificado para exercer a advocacia quatro dias depois, em 26 de fevereiro de 1867.
Em 24 de setembro de 1868, Lincoln se casou com a ex- Mary Eunice Harlan (1846–1937), filha do senador James Harlan e Ann Eliza Peck de Mount Pleasant, Iowa. Eles tiveram duas filhas e um filho.
- Mary "Mamie" Lincoln (1869–1938)
- Jack Lincoln II (1873–1890)[31]
- Jessie Harlan Lincoln (1875–1948)

Em uma era anterior ao ar-condicionado, Robert, Mary e as crianças muitas vezes trocavam sua vida quente na cidade pelo clima mais frio de Mt. Pleasant. Durante a década de 1880, a família passaria o verão na casa de Harlan. A casa Harlan-Lincoln, construída em 1876, ainda existe hoje. Doado por Mary Harlan Lincoln ao Iowa Wesleyan College em 1907, ele agora funciona como um museu contendo uma coleção de artefatos da família Lincoln e da presidência de Abraham Lincoln.

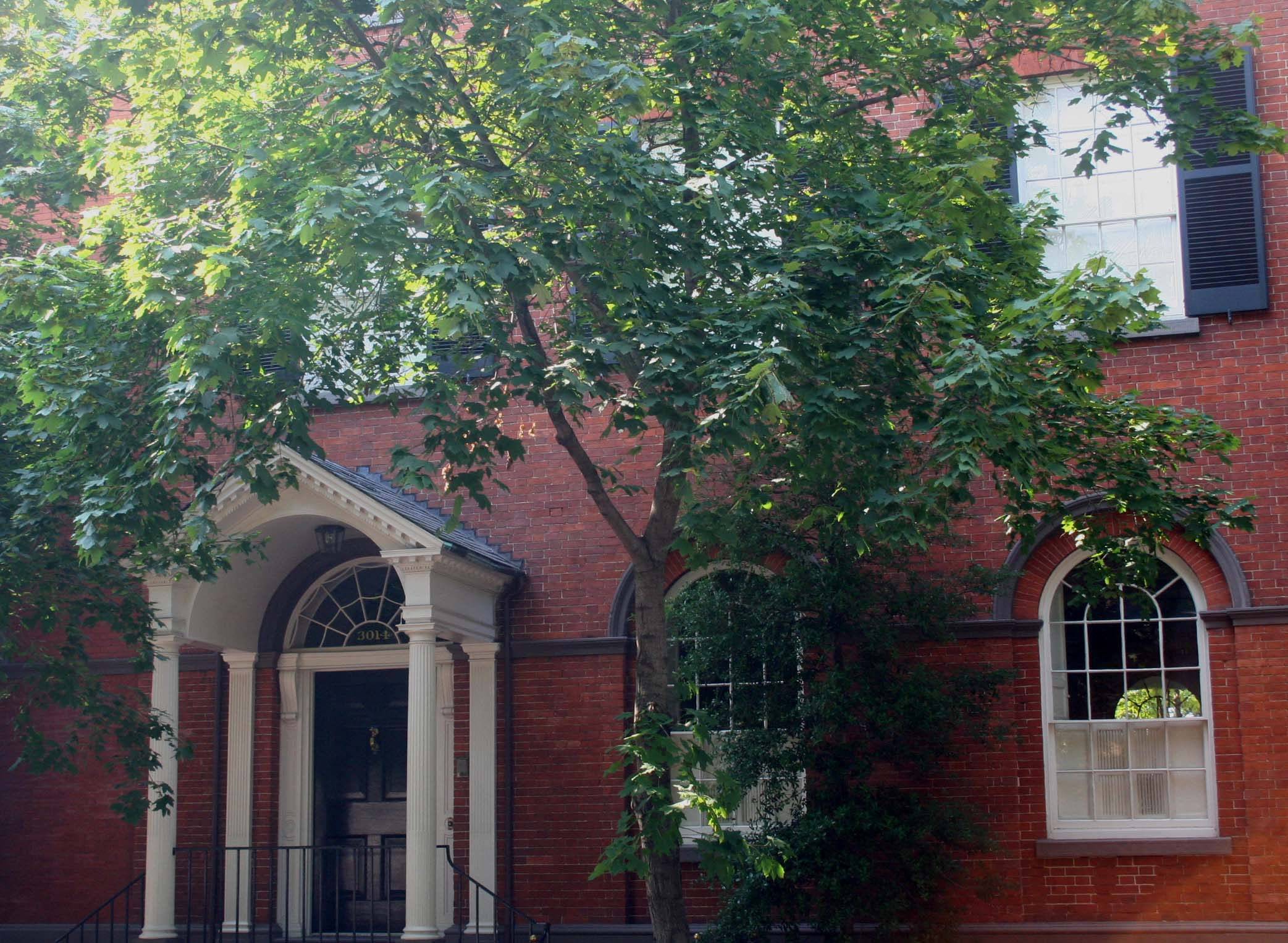
A casa de Robert Lincoln em Washington, DC de 1918 até sua morte em 1926

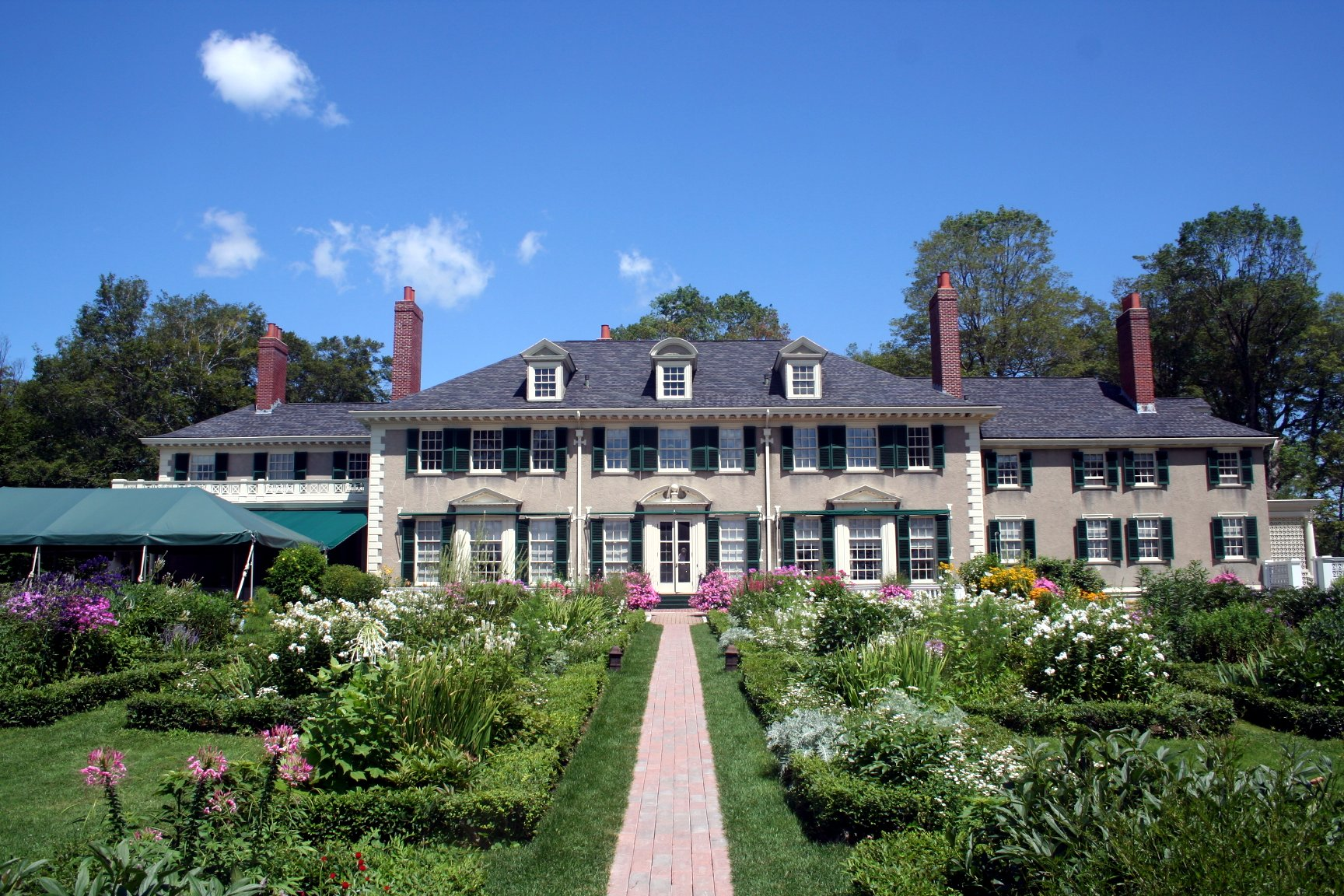
Mansão Hildene de Robert Todd Lincoln em Manchester, Vermont

### Relacionamento com Mary Todd Lincoln
Em 1871, uma tragédia atingiu a família novamente quando o único irmão sobrevivente de Lincoln, Tad, morreu aos 18 anos, deixando sua mãe arrasada pela tristeza. Lincoln, que já estava preocupado com o que pensava serem os modos "gastadores" e o comportamento excêntrico de sua mãe, e temendo que ela fosse um perigo para si mesma, providenciou para que ela fosse internada em um hospital psiquiátrico em Batavia, Illinois, em 1875. Com sua mãe no hospital, ele ficou com o controle das finanças dela. Em 20 de maio de 1875, ela chegou a Bellevue Place, um sanatório particular de luxo no Vale do Rio Fox.
Três meses depois de ser instalada em Bellevue Place, Mary Lincoln planejou sua fuga. Ela contrabandeou cartas para seu advogado, James B. Bradwell, e sua esposa, Myra Bradwell, que não era apenas sua amiga, mas também uma advogada feminista e companheira espiritualista. Ela também escreveu ao editor do Chicago Times, conhecido por seu jornalismo sensacional. Logo, os constrangimentos públicos que Robert esperava evitar estavam se aproximando, e seu caráter e motivos foram questionados. O diretor de Bellevue, que no julgamento de Mary por internamento garantiu ao júri que ela se beneficiaria com o tratamento em suas instalações, agora em face da publicidade potencialmente prejudicial, declarou que ela estava bem o suficiente para ir para Springfield para morar com sua irmã como ela desejava. Os procedimentos de compromisso e os eventos seguintes levaram a um profundo afastamento entre Lincoln e sua mãe, e eles nunca se reconciliaram totalmente.

## Política

### Secretário da Guerra (1881-1885)
De 1876 a 1877 Lincoln serviu como Supervisor da Cidade de South Chicago, uma cidade que mais tarde foi absorvida pela cidade de Chicago. Em 1877, ele recusou a oferta do presidente Rutherford B. Hayes de nomeá-lo secretário de Estado adjunto, mas mais tarde aceitou a nomeação como secretário da guerra do presidente James Garfield, servindo de 1881 a 1885 sob os presidentes Garfield e Chester A. Arthur.
Durante seu mandato, os motins de Cincinnati de 1884 estouraram por causa de um caso em que um júri deu o veredicto de homicídio culposo em vez de assassinato em um caso que muitos suspeitavam ter sido fraudado. Quarenta e cinco pessoas morreram durante três dias de tumulto antes que as tropas americanas enviadas por Lincoln restabelecessem a calma.
Seguindo seu serviço como Secretário de Guerra, Lincoln ajudou Oscar Dudley a estabelecer a Escola de Treinamento Industrial de Illinois para Meninos em Norwood Park em 1887, depois que Dudley (um funcionário da Humane Society) "descobriu mais meninos desabrigados, abandonados e maltratados do que cachorros nas ruas da cidade". A escola mudou-se para Glenwood, Illinois, em 1890. Ele passou por várias mudanças de nome e agora se chama Glenwood Academy.

### Ministro da Corte de St. James
Lincoln serviu como ministro dos Estados Unidos no Reino Unido, formalmente o Tribunal de St. James, de 1889 a 1893 sob o presidente Benjamin Harrison. O filho adolescente de Lincoln, Abraham II "Jack", morreu nessa época na Europa. Depois de servir como ministro, Lincoln voltou aos negócios privados como advogado.

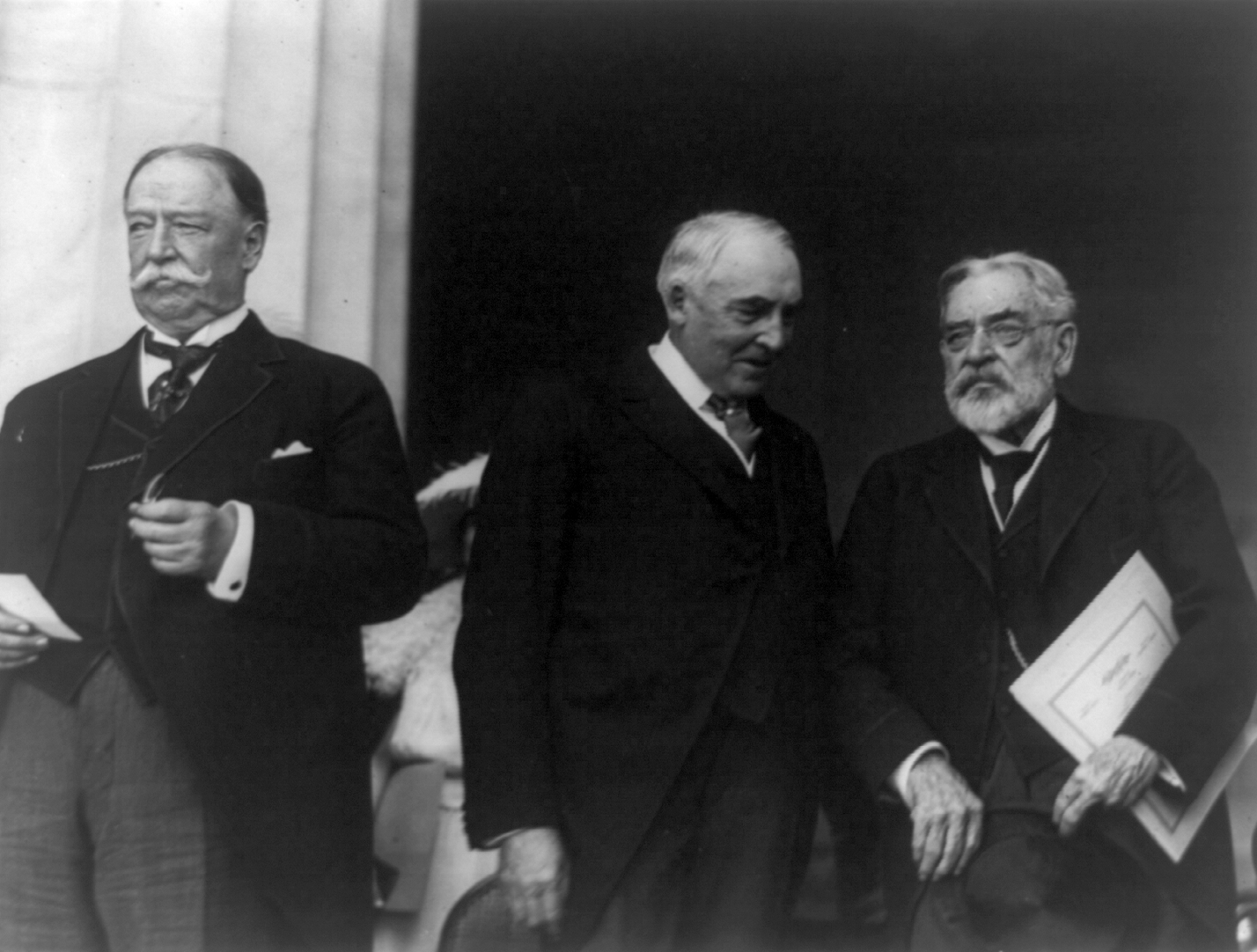
Chief Justice Taft, Presidente Harding e Lincoln na dedicação do Lincoln Memorial em 1922

Lincoln foi conselheiro geral da Pullman Palace Car Company sob George Pullman, e foi nomeado presidente após a morte de Pullman em 1897. De acordo com o livro de Almont Lindsey de 1942, The Pullman Strike, Lincoln conseguiu que Pullman fosse discretamente dispensado da intimação emitida para que Pullman testemunhasse nos julgamentos de 1895 dos líderes da American Railway Union por conspiração durante a greve de 1894 em Pullman. Pullman se escondeu do subchefe enviado a seu escritório com a intimação e então apareceu com Lincoln para se encontrar em particular com o juiz Grosscup depois que o júri foi demitido. Em 1911, Lincoln tornou-se presidente do conselho, posição que ocupou até 1922.
Astrônomo amador sério, Lincoln construiu um observatório em sua casa em Manchester, Vermont, e o equipou com um telescópio refrator feito em 1909 pela Warner &amp; Swasey com lentes objetivas de seis polegadas da John A. Brashear Co., Ltd. O telescópio e o observatório de Lincoln ainda existem; foi restaurado e é usado por um clube de astronomia local. Robert Lincoln fez sua última aparição pública na cerimônia de dedicação em Washington, DC para o memorial de seu pai em 30 de maio de 1922.
Lincoln também era um jogador de golfe dedicado e atuou como presidente do Ekwanok Country Club em Manchester.

## Presença em assassinatos
Robert Lincoln estava coincidentemente presente ou por perto quando ocorreram três assassinatos presidenciais.
- Lincoln não estava presente no Ford's Theatre quando seu pai foi assassinado[50] mas ele estava na Casa Branca nas proximidades,[51] e correu para ficar com seus pais.[52] O presidente foi transferido para a Casa Petersen após o tiroteio, onde Robert compareceu ao leito de morte de seu pai.[53]
- A convite do presidente James A. Garfield, Lincoln estava na estação ferroviária da Sixth Street em Washington, DC, quando o presidente foi baleado por Charles J. Guiteau em 2 de julho de 1881, e foi testemunha ocular do evento. Lincoln estava servindo como Secretário de Guerra de Garfield na época.
- A convite do presidente William McKinley, Lincoln estava na Exposição Pan-Americana em Buffalo, Nova York, onde o presidente foi baleado por Leon Czolgosz em 6 de setembro de 1901, embora ele não fosse uma testemunha ocular do evento; ele estava do lado de fora do prédio onde ocorreu o tiroteio.[54]

O próprio Lincoln reconheceu essas coincidências. Ele teria recusado um convite presidencial posterior com o comentário: "Não, não vou, e é melhor eles não me perguntarem, porque há uma certa fatalidade sobre as funções presidenciais quando estou presente".

## Robert Lincoln e Edwin Booth
Robert Lincoln certa vez foi salvo de possíveis ferimentos graves ou morte por Edwin Booth, cujo irmão, John Wilkes Booth, foi o assassino do pai de Robert (Lincoln). O incidente ocorreu em uma plataforma de trem em Jersey City, Nova Jérsia. A data exata do incidente é incerta, mas acredita-se que tenha ocorrido no final do ano de1863 ou início de 1864, antes do assassinato do presidente Lincoln por John Wilkes Booth em 14 de abril de 1865.
Robert Lincoln relembrou o incidente em uma carta de 1909 para Richard Watson Gilder, editor da The Century Magazine: O incidente ocorreu enquanto um grupo de passageiros estava tarde da noite comprando suas vagas para o vagão-leito do condutor que estava na plataforma da estação na entrada do carro. A plataforma tinha quase a mesma altura do piso do carro e, é claro, havia um espaço estreito entre a plataforma e a carroceria. Havia alguma aglomeração e aconteceu de eu ser pressionado por ela contra a carroceria do carro enquanto esperava minha vez. Nesta situação, o trem começou a se mover, e com o movimento eu fui torcido e caído um pouco, com os pés para baixo, no espaço aberto, e estava pessoalmente desamparado, quando meu colarinho do casaco foi fortemente agarrado e eu fui rapidamente puxado para cima e para fora, firmando-se na plataforma. Ao virar para agradecer ao meu salvador, vi que era Edwin Booth, cujo rosto, é claro, era bem conhecido por mim, e expressei minha gratidão a ele e, ao fazê-lo, chamei-o pelo nome. Meses depois do incidente, enquanto servia como oficial na equipe do general Ulysses S. Grant, Robert Lincoln relembrou o incidente a seu colega oficial, o coronel Adam Badeau, que por acaso era amigo de Edwin Booth. Badeau enviou uma carta a Booth, elogiando o ator por seu heroísmo. Antes de receber a carta, Booth não sabia que o homem cuja vida ele salvou na plataforma do trem era filho do presidente. Diz-se que o incidente foi um pouco consolador para Edwin Booth após o assassinato do presidente por seu irmão. O Presidente Ulysses S. Grant também enviou a Booth uma carta de agradecimento por sua ação.

## Política republicana
De 1884 a 1912, o nome de Lincoln foi mencionado em vários graus de seriedade como candidato à indicação presidencial ou vice-presidencial republicana. A cada vez, ele negou veementemente qualquer interesse em concorrer e afirmou que não aceitaria a nomeação para nenhum dos cargos.

## Morte

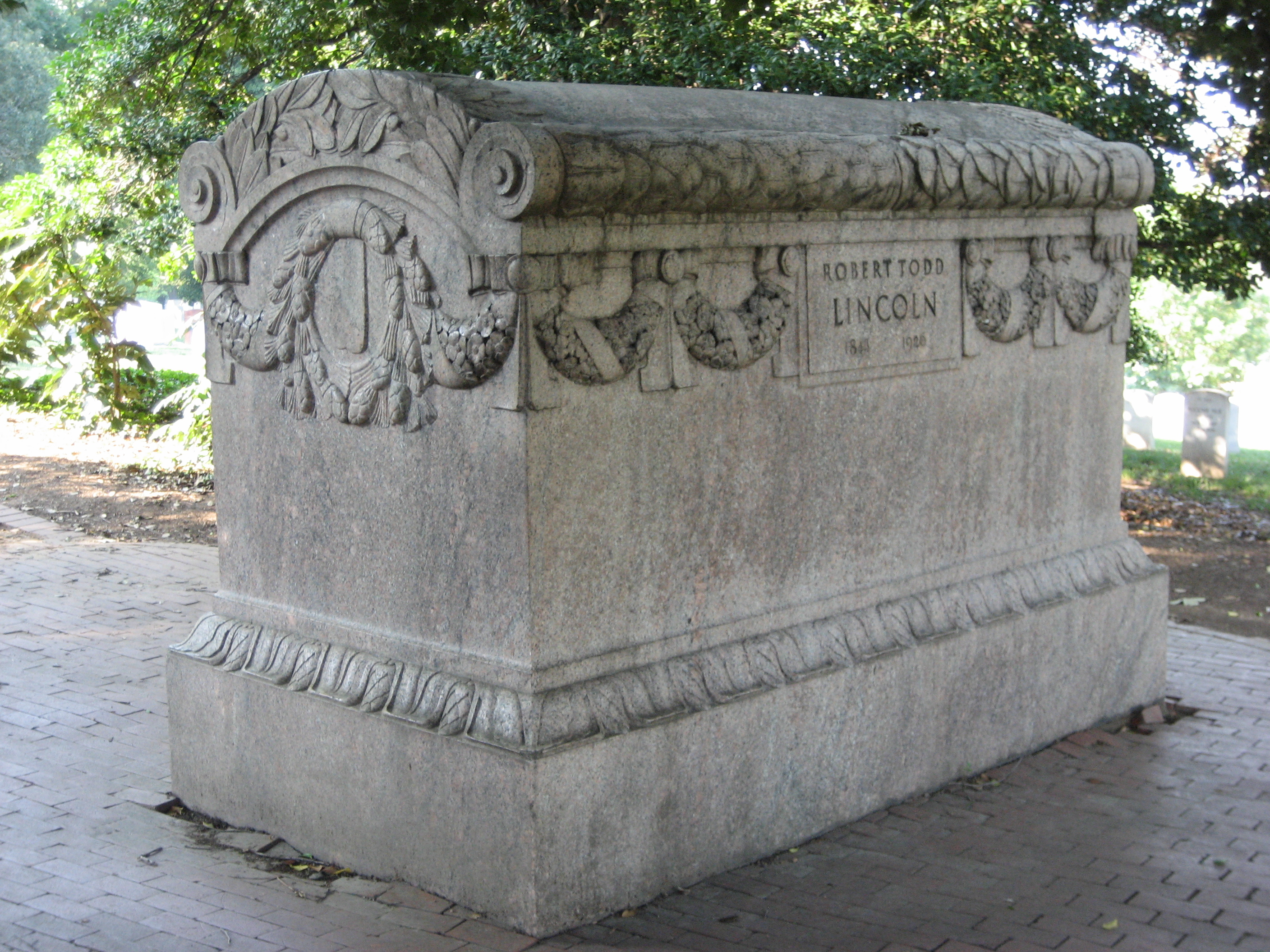
Sarcófago de Lincoln no Cemitério Nacional de Arlington

Robert Todd Lincoln morreu dormindo em Hildene, sua casa em Vermont, em 26 de julho de 1926, uma semana antes de seu 83º aniversário. A causa da morte foi apontada por seu médico como "hemorragia cerebral induzida por arteriosclerose".
Ele foi posteriormente enterrado no Cemitério Nacional de Arlington em um sarcófago projetado pelo escultor James Earle Fraser. Ele foi enterrado com sua esposa, Mary, e seu filho, Abraham II ("Jack"), que morreu em Londres, Inglaterra, de sepse em 1890 aos 16 anos de idade. Semanas após a morte de Jack, Robert escreveu a seu primo Charles Edwards: "Tivemos uma longa e ansiosa luta e às vezes tínhamos esperança de salvar nosso filho. Teria sido feito se dependesse apenas de sua maravilhosa coragem e paciência agora que o fim chegou, há um grande vazio em nossas vidas futuras e uma aflição que não pode ser medida".

## Legado
De acordo com o historiador Michael Burlingame, os historiadores normalmente consideram Robert Todd Lincoln, "uma figura particularmente infeliz e até trágica". Como tantos filhos de pais famosos, ele carece de um forte senso de identidade. Certa vez, ele reclamou: "Ninguém me queria como Secretário da Guerra. . . Para ministro da Inglaterra. . . Para presidente da Pullman Company; eles queriam o filho de Abraham Lincoln". Mesmo assim, ele aceitou as nomeações e foi muito bem pago, tornando-se um advogado e empresário milionário, apaixonado pelos prazeres do rico cavalheiro conservador vitoriano de seu círculo social. Ele tinha pouco em comum com o pai, pessoal ou politicamente - ele não era bem-humorado ou despretensioso, mas frio, abafado e indiferente.
Lincoln foi o último membro sobrevivente dos Gabinetes Garfield e Arthur. O Mar de Lincoln, uma massa de água no Oceano Ártico entre o Canadá e a Groenlândia, foi nomeado em homenagem ao então Secretário da Guerra Lincoln na expedição de Adolphus Greely 1881-1884 ao Ártico.
Dos filhos de Robert, Jessie Harlan Lincoln Beckwith (1875-1948) teve dois filhos, mas nem Mary Lincoln Beckwith ("Peggy" 1898-1975) nem Robert Todd Lincoln Beckwith ("Bud") (1904-1985) tiveram seus próprios filhos. A outra filha de Robert, Mary Todd Lincoln ("Mamie") (1869–1938) casou-se com Charles Bradford Isham em 1891. Eles tiveram um filho, Lincoln Isham (1892–1971), que se casou com Leahalma Correa em 1919, mas morreu sem filhos.
A última pessoa conhecida como sendo de linhagem direta de Lincoln, o neto de Robert, Robert Todd Lincoln Beckwith, morreu em 1985.

## Retratos na tela
No cinema e na televisão, Robert Todd Lincoln foi interpretado por:
- Edwin Mills em Abe Lincoln em Illinois (1940)[72]
- James Carroll Jordan em Sandburg's Lincoln (1974)[73]
- Michael Cristofer em The Last of Mrs. Lincoln (1976)[74]
- Gregory Cooke em Lincoln (1988)[75]
- Kieran Mulroney em Tad (1995)[76]
- Wil Wheaton em O dia em que Lincoln foi baleado (1998)[77]
- Joseph Gordon Levitt em Lincoln (2012)[78]
- Brett Dalton em Killing Lincoln (2013)[79]
- Neal Bledsoe em Timeless (2016)[80]